# 黄花卷瓣兰
黄花卷瓣兰（学名：[Bulbophyllum obtusangulum] 错误：{{Lang}}：文本有斜体标记（帮助）），为兰科石豆兰属下的一个植物种。